# Helga Hošková-Weissová
Helga Hošková-Weissová, anche Helga Weiss (Praga, 10 novembre 1929), è un'artista ceca sopravvissuta all'Olocausto.
È conosciuta per i suoi disegni raffiguranti la vita a Terezín e il per il suo diario pubblicato nel 2013.

## Biografia
Helga Hošková-Weissová nacque nel 1929 a Praga-Libeň in una famiglia ebraica laica. Sua madre Irena Fuchsova era una sarta e suo padre Otto Weiss lavorava presso la banca statale di Praga. Crebbe a Praga e poco dopo il suo decimo compleanno, il 10 dicembre 1941 , lei e i suoi genitori furono deportati nel ghetto di Terezín.  Sebbene fossero separati nel campo, riuscivano in qualche modo a vedersi e scambiarsi messaggi clandestinamente. Si stima che 15.000 bambini di età inferiore ai 16 anni siano stati deportati a Terezín, tra i quali meno di 100 deportati ad Auschwitz sono sopravvissuti.

### La vita a Terezín
Usando il suo talento per la pittura, Helga scrisse un diario che includeva immagini della sua vita nel campo. I suoi disegni sono una testimonianza della vita quotidiana degli ebrei di Terezín.

### Deportazione ad Auschwitz e la fine della guerra
Nell'ottobre del 1944 fu deportata con sua madre ad Auschwitz. Al loro arrivo furono separate probabilmente dal famigerato Josef Mengele. Helga lo convinse a sceglierla per i lavori forzati sostenendo di avere 18 anni, e dichiarò che sua madre era più giovane di lei, salvandola da una morte certa. Dopo dieci giorni fu trasferita da Auschwitz a Freiberg, vicino a Dresda, un campo ausiliario di quello di Flossenbürg. Indi sostenne una marcia della morte di 16 giorni fino al campo di Mauthausen, dove rimase fino alla liberazione avvenuta il 5 maggio 1945 da parte dell'esercito statunitense.

### Il dopoguerra
Dopo la fine della seconda guerra mondiale Helga tornò a Praga e studiò all'Accademia di Belle Arti. Inoltre studiò con l'artista ceco Emil Filla  a partire dal 1950 e intraprese la carriera di artista. Dopo la rivoluzione di velluto nel novembre 1989 espose le sue opere sia a Praga che in altri luoghi in Europa.
Nel 1993 le fu conferito un dottorato onorario dal Massachusetts College of Art and Design di Boston per i suoi successi nel corso della sua vita. Nel 2009 le fu assegnata la medaglia Josef Hlávka e la medaglia al merito da parte del presidente Václav Klaus.
A febbraio 2013 Helga viveva ancora nell'appartamento in cui nacque e da cui fu deportata nel 1944. Il suo resoconto delle sue esperienze prima e durante l'Olocausto intitolato Diario di Helga: Il racconto della vita di una ragazza in un campo di concentramento è stato pubblicato da W. W. Norton & Company il 22 aprile 2013.